# 셸레프테오시

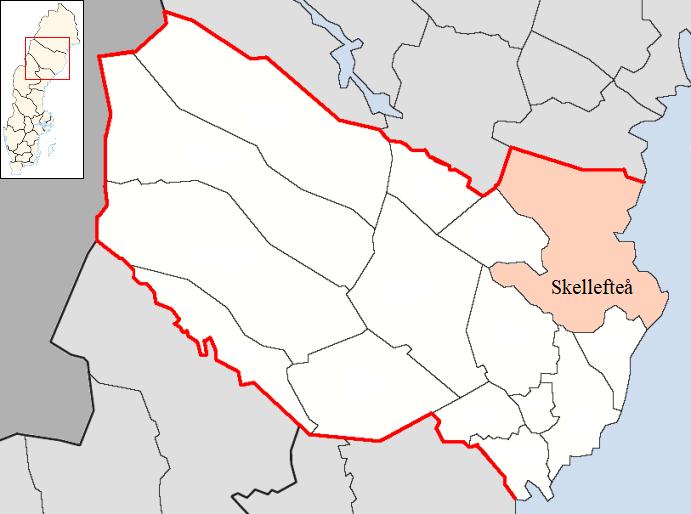
셸레프테오 시의 위치

셸레프테오시(스웨덴어: Skellefteå kommun)는 스웨덴 베스테르보텐주에 위치한 지방 자치체로 행정 중심지는 셸레프테오이며 면적은 9,955.58km2, 인구는 72,266명(2016년 12월 31일 기준), 인구 밀도는 7.3명/km2이다.

시 문장